# Skierfajaure
Skierfajaure är en sjö i Arjeplogs kommun i Lappland och ingår i Piteälvens huvudavrinningsområde. Sjön har en area på 12,8 kvadratkilometer och ligger 450 meter över havet. Skierfajaure ligger i Tjeggelvas Natura 2000-område. Sjön avvattnas av vattendraget Piteälven.

## Delavrinningsområde
Skierfajaure ingår i det delavrinningsområde (737833-159051) som SMHI kallar för Utloppet av Skierfajaure. Medelhöjden är 501 meter över havet och ytan är 48,9 kvadratkilometer. Räknas de 174 avrinningsområdena uppströms in blir den ackumulerade arean 2 934,66 kvadratkilometer. Avrinningsområdets utflöde Piteälven mynnar i havet. Avrinningsområdet består mestadels av skog (71 procent). Avrinningsområdet har 13,44 kvadratkilometer vattenytor vilket ger det en sjöprocent på 27,5 procent.